# Yves Duval
Yves Duval (Etterbeek, 21 maart 1934 - 22 mei 2009) was een Belgisch stripscenarioschrijver en journalist. 
Duval specialiseerde zich in korte werken met een documentair karakter, die geïllustreerd werden door talloze tekenaars, zoals Jean Graton, Albert Weinberg, Eddy Paape,  William Vance, Jean-Claude Servais, Raymond Reding, René Follet, Hermann en Fred Funcken. Tussen 1950 en 1990 schreef hij meer dan 1.500 verhalen. Hij tekende ook voor de scenario's van verschillende bekende reeksen in Kuifje, zoals "Rataplan" (geen verband met de hond van stripfiguur Lucky Luke), "Rocky Bill", "Howard Flynn", "Doc Silver"  en "Hassan en Kaddoer". Duval was ook actief als journalist, onder meer voor Paris-Match en de Moniteur de l'Automobile.